# Pixota dentuda
La pixota dentuda (Echiodon dentatus) és una espècie de peix pertanyent a la família dels caràpids i a l'ordre dels ofidiformes.

## Descripció
Cos molt comprimit, d'altura decreixent de manera uniforme des de l'inici de l'aleta dorsal fins a l'extrem caudal. La longitud cefàlica és major que l'alçada màxima del cos i representa al voltant de la desena part de la llargada d'aquest. El diàmetre ocular és una mica més o menys igual a la llargada del musell i gairebé el doble de l'espai interorbitari. La mandíbula és més curta que la maxil·la superior. A les dues maxil·les les dents laterals són petites i entre elles i les dues dents anteriors, caniniformes i molt més grosses, hi ha un diastema (és a dir, un espai buit). L'anus és posterior a la base de les aletes pectorals i anterior a l'àpex d'aquestes. La dorsal té aproximadament 161±17 radis i el seu origen és proper a la vertical de l'extrem de les pectorals. L'aleta anal comença un poc darrere l'anus (a una vertical propera al centre de les aletes pectorals) i té uns 172±7 radis. El color de la major part del cos és blanquinós, mentre que la part posterior és brunenc amb bandes verticals clares. La longitud dels adults és al voltant dels 20-23 cm. Línia lateral contínua.

## Reproducció
És de fecundació externa i els ous són pelàgics i ovoides.

## Alimentació i depredadors
El seu nivell tròfic és de 3,42. És depredat pel lluç europeu (Merluccius merluccius).

## Hàbitat i distribució geogràfica
És un peix marí, demersal (entre 120 i 3.250 m de fondària) i de clima subtropical, el qual viu a l'Atlàntic oriental central (la mar Cantàbrica i la península Ibèrica) i la mar Mediterrània (les illes Balears, França, Itàlia -incloent-hi Sardenya i Sicília-, la mar Adriàtica, Grècia, la mar Egea, Turquia, Algèria i el Marroc.).

## Observacions
És inofensiu per als humans, el seu índex de vulnerabilitat és baix (10 de 100) i no hi ha notícia de què hagi estat observat com a inquilí d'altres organismes marins.